# Josh Radnor
Josh Radnor, all'anagrafe Joshua Thomas Radnor (Columbus, 29 luglio 1974), è un attore, regista e sceneggiatore statunitense, famoso per il ruolo di Ted Mosby nella sitcom How I Met Your Mother.

## Biografia
Radnor nasce a Columbus, nell'Ohio, il 29 luglio del 1974 in una famiglia ebraica, figlio di Alan Radnor, un avvocato specializzato in casi di malasanità, e di Carol Hirsch, una consulente di orientamento scolastico. Ha due sorelle, Melanie e Joanna. Cresciuto a Bexley, una cittadina non molto distante da Columbus, riceve dalla famiglia un'educazione religiosa, legata ai dettami dell'ebraismo masoretico, e frequenta scuole ebraiche. 
Dopo aver conseguito il diploma presso la Bexley High School, s'iscrive al Kenyon College, dove ottiene un B.A. nel 1996 e dal quale riceverà poi il Paul Newman Award per essere uno dei più famosi alunni dell'istituto. Successivamente, consegue il master in arte drammatica dal Graduate Acting Program della Tisch School of the Arts, presso l'Università di New York, nel 1999.
Nel 2001 viene scritturato per il ruolo di Mike Platt, uno dei protagonisti della sitcom di breve vita Off Centre, ma, ancor prima della messa in onda dell'episodio pilota, il ruolo viene riassegnato ad Eddie Kaye Thomas. Nel 2002 debutta a Broadway nell'adattamento teatrale de Il laureato di Mike Nichols, rimpiazzando Jason Biggs nel ruolo che fu di Dustin Hoffman, a fianco di Kathleen Turner e Alicia Silverstone, mentre nel 2004 recita in The Paris Letter, dove divide la scena con Neil Patrick Harris (suo futuro collega in How I Met Your Mother). 
Nel 2005, dopo varie comparsate in serie come Law & Order - I due volti della giustizia, E.R. - Medici in prima linea e Six Feet Under, ottiene il ruolo che lo rende noto al grande pubblico, quello dell'architetto Ted Mosby nella fortunata sitcom How I Met Your Mother. La serie è terminata nel marzo del 2014, dopo 9 stagioni.
Ha fatto il suo debutto alla regia cinematografica nel 2010 con la commedia drammatica happythankyoumoreplease, da lui anche scritta ed interpretata, che è stata premiata al Sundance Film Festival. Nel 2012 realizza il suo secondo film, Liberal Arts, incentrato su un trentacinquenne laureato, impersonato dallo stesso Radnor, che, per il pensionamento di un suo professore, torna al vecchio college dove, attraverso varie esperienze, riesce a crescere e diventare davvero adulto.
Dopo aver preso parte al film Afternoon Delight nel 2013, recita nel dramma teatrale Disgraced, presso il Lyceum Theatre a Broadway, nell'ottobre del 2014.
Nel 2018 recita da coprotagonista nel film Zoe ci prova (Social Animals) e, in veste di protagonista, nella serie drammatico-musicale Rise, cancellata però dopo una sola stagione. Nel 2020 è entrato a far parte del cast della serie, distribuita da Amazon Prime Video, Hunters.
Attivo anche in ambito musicale, nell'ottobre del 2016 fonda, con l'australiano Ben Lee, il duo musicale folk Radnor & Lee, con cui pubblica l'anno successivo l'album omonimo. Nel 2020 pubblicano il loro secondo album Golden State. Nel 2023, invece, esce il suo singolo da solista Red.

## Filmografia

### Attore

#### Cinema
- Non è un'altra stupida commedia americana (Not Another Teen Movie), regia di Joel Gallen (2001)
- happythankyoumoreplease, regia di Josh Radnor (2010)
- Liberal Arts, regia di Josh Radnor (2012)
- Afternoon Delight, regia di Jill Soloway (2013)
- Zoe ci prova (Social Animals), regia di Theresa Bennett (2018)

#### Televisione
- Welcome to New York – serie TV, episodio 1x06 (2000)
- Law & Order - I due volti della giustizia (Law & Order) – serie TV, episodio 12x15 (2002)
- The Court – serie TV, 3 episodi (2002)
- E.R. - Medici in prima linea (ER) – serie TV, episodio 9x17 (2003)
- Six Feet Under – serie TV, episodio 3x05 (2003)
- Miss Match – serie TV, episodio 1x05 (2003)
- Everyday Life, regia di Rob Reiner – film TV (2004)
- Giudice Amy (Judging Amy) – serie TV, episodio 6x20 (2005)
- How I Met Your Mother – serie TV, 208 episodi (2005-2014) - Ted Mosby
- Mercy Street – serie TV, 12 episodi (2016-2017)
- Rise – serie TV, 10 episodi (2018)
- Grey's Anatomy – serie TV, episodio 15x04 (2018)
- Hunters - serie TV, 18 episodi (2020-2023)
- Fleishman a pezzi (Fleishman Is in Trouble) – miniserie TV, 5 puntate (2022)

#### Doppiatore
- I Griffin (Family Guy) – serie animata, 2 episodi (2007-2009)

### Regista e sceneggiatore
- happythankyoumoreplease (2010)
- Liberal Arts (2012)

## Doppiatori italiani
Nelle versioni in italiano dei suoi lavori, Josh Radnor è stato doppiato da:
- Renato Novara in How I Met Your Mother, Zoe ci prova, Rise, Grey's Anatomy, Fleishman a pezzi
- Francesco Bulckaen in Law & Order - I due volti della giustizia
- Massimiliano Alto in Six Feet Under
- Riccardo Niseem Onorato in E.R. - Medici in prima linea
- David Chevalier in happythankyoumoreplease
- Simone D'Andrea in Hunters